# Kazimierz Jurek
Kazimierz Jurek (ur. 2 marca 1964 w Nowym Targu) – polski hokeista, olimpijczyk.
Zawodnik grający na pozycji obrońcy. Wychowanek i zawodnik Podhala Nowy Targ. Z klubem tym zdobył w 1984 brązowy medal mistrzostw Polski. W tym samym roku po młodzieżowych mistrzostwach świata w Caen opuścił zgrupowanie kadry i nie powrócił do kraju pozostając we Francji. Karierę kontynuował w klubach francuskich Caen, Megeve, Gap, Reims i Brest.
Uczestnik Zimowych Igrzysk Olimpijskich w Albertville w 1992 oraz turnieju o mistrzostwo świata gr. A w tym samym roku. Sportową karierę zakończył w 1999 roku.